# Louis-François Delisle de La Drevetière
Louis-François Delisle de La Drevetière, oppure de Lisle de La Drevetière (Suze-la-Rousse, 18 ottobre 1682 – Parigi, 26 novembre 1756), è stato un drammaturgo francese.

## Biografia
Delisle de La Drevetière era discendente di una famiglia nobile del Périgord, e la sua carriera studentesca culminò con gli studi di diritto, consigliati dai genitori, anche se si dedicò sin da giovane alla letteratura.
Dopo aver esordito con la poesia e con scritti intrisi di moralismo, all'età di quarant'anni si avvicinò al teatro, ottenendo apprezzamenti e popolarità.
Delisle de La Drevetière è considerato uno dei più importanti commediografi della Comédie-Italienne, istituita nel 1716 da Luigi Riccoboni.
Alcuni critici teatrali lo valutano il secondo autore più significativo, dopo Pierre de Marivaux.
Delisle de La Drevetière esordì nel teatro nel 1721, suscitando grandi entusiasmi.
La commedia Arlequin Sauvage è incentrata sulle vicende di un selvaggio che trasferitosi in Europa, analizza la società civile del continente e mette in evidenza i difetti della civiltà e della moralità, rispetto alla società della natura.
Anche nella commedia Timon le misanthrope, il protagonista è un asino convertito in essere umano, che paragona la sua naturale gioia di vivere con la società umana, evidenziandone gli aspetti negativi come la corruzione.
Una raccolta delle sue liriche fu pubblicata nel 1738 con il titolo di Poésies fugitives.
Delisle de La Drevetière si contraddistinse per il suo carattere fiero, da sognatore, per le sue inclinazioni a filosofeggiare e a prendere le difese dei più deboli.

## Opere principali
- Arlequin Sauvage, Théâtre-Italien, 17 giugno 1721;
- Thimon le Misanthrope, Théâtre-Italien, 2 gennaio 1722;
- Le Banquet ridicule, Théâtre-Italien, 3 febbraio 1723;
- Le Faucon er les Oies de Bocace, Théâtre-Italien, 6 febbraio 1725;
- Le Berger d'Amphrise, Théâtre-Italien, 20 febbraio 1727;
- Arlequin Astrologue, Théâtre-Italien, 23 maggio 1727;
- Danaüs, Théâtre-Italien, 21 gennaio 1732;
- Arlequin grand Mogol, Théâtre-Italien, 14 gennaio 1734;
- Les Caprices du coeur et de l'esprit, Théâtre-Italien, 25 giugno 1737;
- Le Valet Auteur, Théâtre-Italien, 2 agosto 1738;